# Irygacja (rolnictwo)

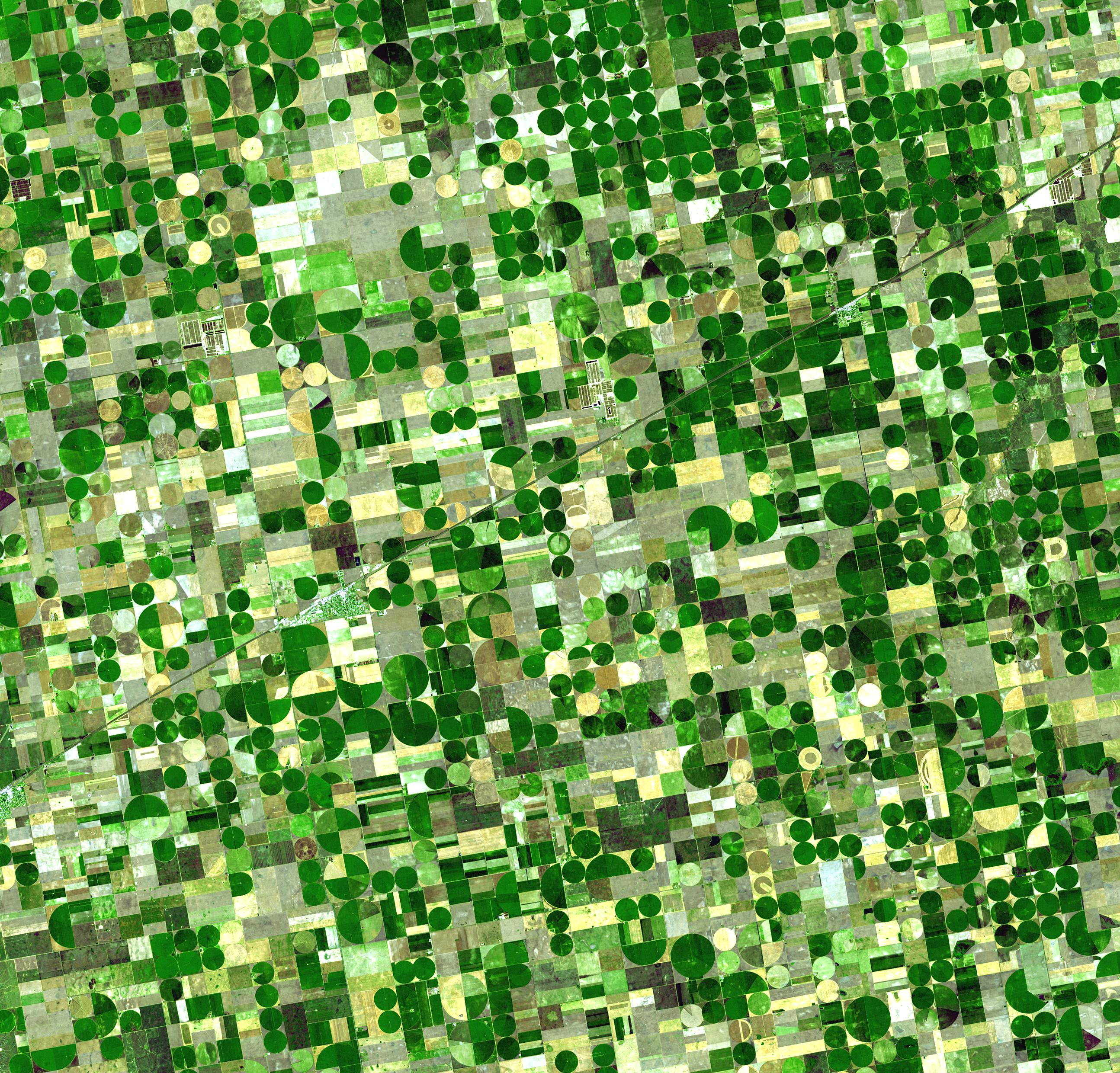
Widoczne na zdjęciu satelitarnym koliste pola, w Kansas w USA, są efektem nawadniania za pomocą obrotowych deszczowni zamontowanych na kołowym podwoziu. Woda dostarczana jest do osi instalacji (ang. center pivot irrigation). Koliste pola mają tu średnicę od 800 do 1600 m. Ciemnozielone pola to kukurydza, jasnozielone – sorgo, żółto-złociste – pszenica a brązowe to zaorane pola.

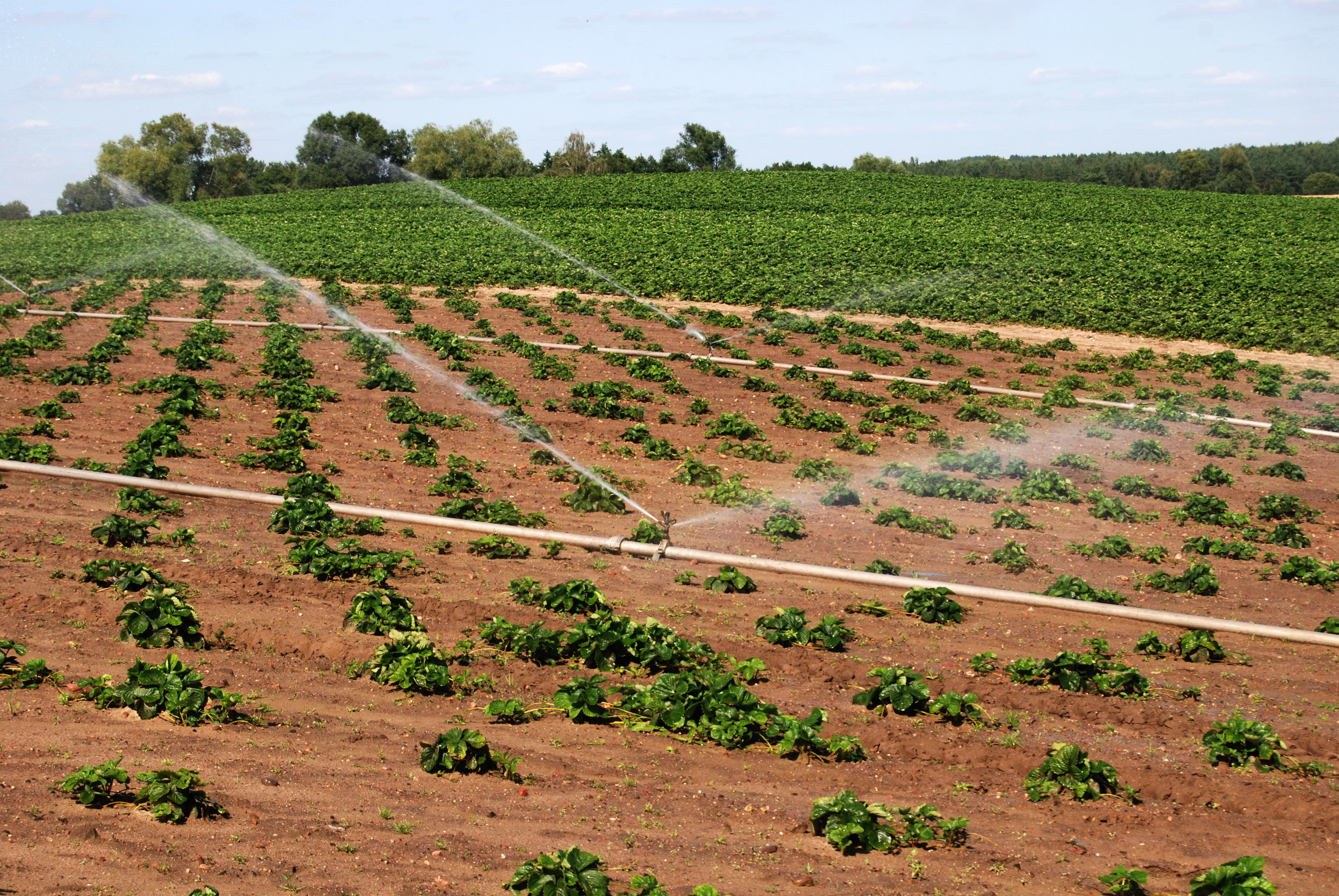
Nawadnianie pól za pomocą deszczowni przestawnej.

Irygacja (nawadnianie, system irygacyjny) – jeden z systemów melioracji polegający na dostarczaniu wody do gleby w celu zapewnienia odpowiednich warunków wegetacji roślin uprawnych.

## Historia
Stosowana od starożytności (starożytny Egipt, Mezopotamia, starożytny Iran, Indie, Sri Lanka, Chiny, Peru). Wielowiekowy rozwój rolnictwa nawadnianego doprowadził do wykształcenia się odmiennych systemów nawadniania. Różnią się one od siebie czynnościami nieznanymi innym systemom rolnictwa: sposobami poboru wód i ich doprowadzenia na miejsce przeznaczenia (na pole uprawne), sposobami rozprowadzania wód po polu, sposobami podnoszenia wód (gdy ich poziom jest niższy niż poziom pola, wyrównywaniem lub niwelacją poziomu pól, jeśli są one nierówne oraz ewentualnie sposobem odprowadzenia nadmiaru wód).
W Polsce systemy irygacyjne stosowano od średniowiecza. Lokalnym pionierem zautomatyzowanego nawadniania był polski wynalazca włoskiego pochodzenia Tytus Liwiusz Burattini (1617-1681), który opracował i wykonał system nawadnianiający poruszany energią czerpaną z siły wiatru. Wynalazł on machinę do czerpania wody napędzaną przez wiatr, służącą do nawadniania ogrodów. Urządzenie to działało samoczynnie i bezobsługowo dzięki systemowi obrotowych wiatraków umieszczonych w pałacowej wieży, które zawsze same ustawiały się zgodnie z kierunkiem wiejącego wiatru. Według opisów działały nawet przy słabym wietrze. Po raz pierwszy system nawadniający Burattiniego zainstalowano w nowym pałacu Jana Andrzeja Morsztyna w Warszawie. Zamówili go także wojewoda lubelski Władysław Rej oraz Stanisław Herakliusz Lubomirski, który polecił go zainstalować w Ujazdowie.

## Uwarunkowania i zastosowanie
Źródłem wody mogą być zbiorniki wodne naturalne i sztuczne, wody powodziowe, rzeki, kanały, studnie i ścieki. Budowa i eksploatacja urządzeń nawadniających jest kosztowna, dlatego opłacają się one tylko w produkcji intensywnej. Niekiedy z wodą wprowadza się również składniki pokarmowe roślin, gdy wykorzystuje się ścieki lub dodaje nawóz do wody deszczowanej. Przy deszczowaniu roślin następuje zmywanie licznych szkodników, takich jak mszyce, przędziorki, pchełki. Stopień tego zmywania zależy od gatunku rośliny – najsilniejsze jest na bobiku, kapuście i burakach, znacznie słabsze na ziemniakach, lucernie i koniczynie. Nawadnianie może mieć także skutki ujemne, jeżeli wykonuje się je zbyt często, zbyt intensywnie (niszczenie struktury gleby podczas deszczowania) lub dawki polewowe są zbyt duże. Ilość wody, która powinna być dostarczona w ciągu okresu wegetacyjnego, zależy od potrzeb wodnych roślin, planowanego plonu, ilości opadów i stanu uwilgotnienia gleby, a także od systemu nawadniania; wynosi ona od kilku do kilkunastu tys. m³/ha. Jednorazowe dostarczenie takiej ilości wody przekraczałoby maksymalną pojemność wodną czynnej warstwy gleby, dlatego normę dzieli się na dawki polewowe i dostarcza je w odpowiednich odstępach czasu, stosownie do potrzeb roślin. Nieodpowiednie nawadnianie może spowodować nadmierne uwilgotnienie gleby, a nawet doprowadzić do zabagnienia. Ujemną konsekwencją nawadniania jest zubożenie naturalnych zbiorników wody, wymywania składników pokarmowych (ługowanie) i zagrożenie chorobami przenoszonymi razem z wodą lub ściekami i skażenie gleb wodami niedostatecznie czystymi.

## Rodzaje
W zależności od sposobu rozprowadzania wody rozróżnia się następujące rodzaje nawadniania:
- bruzdowe – nawadnianie gruntów ornych, polegające na wprowadzaniu wody do specjalnie wykonanych bruzd, z których przesiąka ona do gleby; stosowane przy utylizacji ścieków miejskich,
- podsiąkowe – sposób nawadniania użytków zielonych polegający na spiętrzaniu wody w rowach odwadniających, wskutek czego woda przesiąka do gleby powodując jej odpowiednie nawilżenie[2],
- przesiąkowe (wgłębne) – doprowadzanie wody do głębszych warstw gleby za pomocą specjalnych rurociągów porowatych lub zaopatrzonych w otwory, a niekiedy za pomocą ciągów drenarskich lub drenów krecich; do takiego nawadniania można stosować wodę czystą lub wody ściekowe,
- nasiąkowe (stokowe) – nawadnianie wodą spływającą cienką warstwą po powierzchni o określonym spadku, wsiąkającą po drodze w glebę[2],
- zalewowe – zalewanie warstwą wody o wysokości około 20 cm pola podzielonego groblami na kwatery; stagnująca woda w kwaterze wsiąka w glebę, a jej nadmiar zastaje odprowadzony do rowów odwadniających; ten sposób nawadniania stosuje się prawie wyłącznie na użytkach zielonych[2],
- deszczowniane, nawadnianie pól za pomocą sztucznego deszczu wytwarzanego przez deszczownię[2],
- kroplowe, polegające na umiejscowieniu przy roślinach przewodów polietylenowych zaopatrzonych w dozatory kroplowe, przez które kroplami, grawitacyjnie lub niskociśnieniowo, przecieka woda lub woda z rozpuszczonym nawozem mineralnym; stosowane jest w uprawach szklarniowych[2].

Woda do nawadniania może być doprowadzana pod ciśnieniem grawitacyjnym lub wytworzonym mechanicznie (pompy).
Ponadto nawadnianie można pełnić dodatkowe funkcje:
- nawożące, zasilające glebę rozpuszczonymi w wodzie nawadniającej nawozami mineralnymi lub żyznymi namułami rozpuszczonymi w wodzie nawadniającej,
- ogrzewające – nawadnianie wodą cieplejszą niż gleba w celu jej ogrzania i przyspieszenia rozwoju mikroorganizmów glebowych oraz przedłużenia okresu wegetacji roślin; wykonuje się je wiosną lub jesienią używając ciepłych wód ściekowych z zakładów przemysłowych albo ciepłej wody wgłębnej; wiosenne deszczowanie sadu rozpyloną wodą chroni kwiaty i inną roślinność oraz zawiązki owoców przed przymrozkami.